# Kuća časti
Kuća časti treći je studijski album grupe S.A.R.S. objavljen 2013. godine za izdavačku kuću MTV Adria. 
Album se sastoji iz 11 pjesama, a najpopularnije pjesme s albuma su "Lutka" i "Ti, ti, ti". "Lutka" je postala i najpopularnija pjesma S.A.R.S.-a od svih njihovih pjesama. Nastala je još 2009. godine, ali je objavljen tek 4 godine kasnije, jer se nije uklapala na prijašnje albume. "Lutka" je česta pjesma na vjenčanjima kao prvi ples i prilikom prosidbe.
Od gostiju, na albumu se pojavljuju: hrvatski pjevači Shamso69 (Brkovi) i Saša Antić (TBF), srpski pjevač Dialup Lama (Bolesna štenad) i crnogorski hip-hop sastav Who See.
Kao i prethodni, ovaj album je također objavljen kao besplatno izdanje, s internetskim poveznicama za preuzimanje dostupnim na službenoj internetskoj stranici grupe kao i regionalnim internetskim stranicama MTV-a. Za prva dva dana od izdavanja, album je preuzet više od 20,000 puta te na više od 45,000 za prva dva mjeseca.